# Seyit Kırmızı
Seyit Kırmızı (nascido em 22 de fevereiro de 1950) é um ex-ciclista turco que representou seu país nos Jogos Olímpicos de Verão de 1972, competindo no contrarrelógio e terminando em vigésimo quarto lugar.